# میدان هندوستان
میدان هندوستان (به انگلیسی: India Square) یک منطقهٔ مسکونی در ایالات متحده آمریکا است که در نیوجرسی واقع شده‌است.